# 삼일신고
삼일신고(三一神誥)는 대종교의 경전으로 교화주 환웅의 가르침을 새겨 전한 것이라고 한다. 1906년(을사년) 음12월30일 나철(羅喆)이 백봉대종사의 제자 백전노인으로부터 전해받은 것이라고 하며, 1909년 대종교를 중광했을 때는 보이지 않았으나, 얼마 후 경전으로 채택되었다. 1912년 무원종사에 의해 종경으로 출판되었다.

## 전문
고경각의 신사기본
- 천훈(天訓)

主若曰 咨爾衆 蒼蒼非天 玄玄非天
주약왈 자이중 창창 비천 현현 비천
天 無形質 無端倪 無上下四方 虛虛空空 無不在 無不容
천 무형질 무단예 무상하사방 허허공공 무부재 무불용
- 신훈(神訓)

神 在無上一位 有大德大慧大力
신 재무상일위 유대덕대혜대력
生天 主無數世界 造兟兟物 纖塵無漏 昭昭靈靈
생천 주무수세계 조신신물 섬진무루 소소영영
不敢名量 聲氣願禱 絶親見 自性求子 降在爾腦
불감명양 성기원도 절친현 자성구자 항재이뇌
- 천궁훈(天宮訓)

天 神國 有天宮 階萬善 門萬德 一神攸居
천 신국 유천궁 계만선 문만덕 일신유거
群靈諸哲 護侍 大吉祥 大光明處
군령제철 호시 대길상 대광명처
惟性通功完者 朝 永得快樂
유성통공완자 조 영득쾌락
- 세계훈(世界訓)

爾觀森列星辰 數無盡 大小明暗苦樂 不同
이관삼열성신 수무진 대소명암고락 부동
一神造群世界 神 勅日世界使者 轄七百世界
일신 조군세계 신 칙일세계사자 할칠백세계
爾地自大 一丸世界
이지자대 일환세계
中火震盪 海幻陸遷 乃成見象
중화진탕 해환육천 내성현상
神 呵氣包低 煦日色熱 行저化遊栽物 繁殖
신 가기포저 후일색열 행저화유재물 번식
- 진리훈 (眞理訓)

人物 同受三眞 曰性命精 人 全之 物 偏之
인물 동수삼진 왈성명정 인 전지 물 편지
眞性 無善惡 上哲 通
진성 무선악 상철 통
眞命 無淸濁 中哲 知
진명 무청탁 중철 지
眞精 無厚薄 下哲 保
진정 무후박 하철 보
返眞 一神
반진 일신
惟衆 迷地 三妄着根 曰 心氣身
유중 미지 삼망착근 왈 심기신
心 依性 有善惡 善福惡禍
심 의성 유선악 선복악화
氣 依命 有淸濁 淸壽濁夭
기 의명 유청탁 청수탁요
身 依精有厚薄 厚貴薄賤
신  의정유후박 후귀박천
眞妄 對作三途 曰 感息觸 轉成 十八境
진망 대작삼도 왈 감식촉 전성 십팔경
感 喜懼哀怒貪厭
감 희구애노탐염
息 芬란寒熱震濕
식 분란한열진습
觸 聲色臭味淫抵
촉 성색추미음저
衆 善惡淸濁厚薄 相雜 從境 途任走 墮 生長肖病歿 苦
중 선악청탁후박 상잡 종경 도임주 타 생장소병몰 고
哲 止感 調息 禁觸 一意化行 返妄卽眞 發大神機 性通功完 是
철 지감 조식 금촉 일의화행 반망즉진 발대신기 성통공완 시

## 판본 서적
- 고경각(古經閣)의 신사기본(神事記本)
- 발해 석실본(石室本)
- 천보산(天寶山)의 태소암본(太素菴本) 또는 《환단고기》 태백일사본(太白逸事本)[1]

## 문헌 예시
- 《단기고사》의 제1세 단군왕검조

'… 또한 종교를 창립하여 삼일신고를 천하에 널리 알리시고, 366사(事)의 신정(神政)으로 정성스럽게 교훈하시니, 그 덕은 천지에 견줄 수 있고 그 밝음은 해와 달과 같다.'

## 대종교
주요 경전으로 채택하고 있다.
나철이 1906년 귀국할 때에 서대문 근처에서 백전(伯佺)이라는 노인으로부터《신사기(神事記)》, 《삼일신고》를 받았다고 전해진다. 삼일신고는 발해 석실본이다.

## 같이 보기
- 천부삼경(天符三經)
  - 천부경
  - 참전계경
- 환단고기
- 홍익인간
- 천손의식(天孫意識)
- 원시반본(原始返本)
- 천지인
- 태극 (문양)(삼태극)
- 대종교
- 부도지
- 환단고기